# Brésil aux Jeux olympiques d'été de 2004
Le Brésil participent aux Jeux olympiques d'été de 2004 à Athènes. Il s'agit de leur 19e participation à des Jeux d'été.
La délégation brésilienne, composée de 243 athlètes, termine seizième du classement par nations avec 10 médailles (5 en or, 2 en argent et 3 en bronze).